# Sami al-Hinnawi
Sami Hilmi al-Hinnawi (in arabo محمد سامي حلمي الحناوي‎?, Muḥammad Sāmī Ḥilmī al-Ḥinnāwī; Aleppo, 1898 – Beirut, 31 ottobre 1950) è stato un militare e politico siriano.

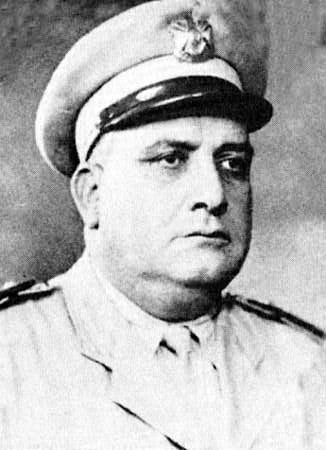
il col. Muḥammad Sāmī Ḥilmī al-Ḥinnāwī

Il Colonnello Sāmī al-Ḥinnāwī aveva servito in gioventù nell'esercito imperiale ottomano prima di proseguire la sua carriera militare nell'esercito siriano controllato dai francesi, che occupavano la Siria in virtù del Mandato concesso loro dalla Società delle Nazioni.
Il Col. al-Ḥinnāwī rovesciò il governo militare siriano del Presidente Husni al-Za'im nell'agosto del 1949. Dopo il suo colpo di Stato, al-Ḥinnāwī - che aderiva al Partito Nazionalista Sociale Siriano e che voleva vendicare la consegna, decisa da al-Zaʿīm, di Antun Saade al Libano, dove questi fu giustiziato - ordinò che al-Zaʿīm e il Primo ministro Muhsin al-Barazi fossero arrestati e portati nel Carcere di Mezze, a Damasco, dove entrambi furono messi a morte, alla presenza del figlio piccolo di Muḥṣin al-Barazi.
Al-Ḥinnāwī si insediò come capo della Giunta militare, ma Adib al-Shishakli restava sempre l'"uomo forte" militare e nel 1949 quest'ultimo condusse a segno un nuovo colpo di mano militare (il terzo di quell'anno), rafforzando la sua dittatura. 
Il 31 ottobre 1950 al-Ḥinnāwī fu assassinato a Beirut (Libano) da Hersho al-Barazi, cugino di Muḥṣin al-Barazi, che così vendicò la morte del parente.